# Tondela
Tondela é uma cidade portuguesa, sede de município do distrito de Viseu, situada na província da Beira Alta, região do Centro (Região das Beiras) e sub-região Viseu Dão-Lafões, com cerca de 5 215 habitantes em (2021). É a quarta maior cidade do distrito de Viseu, atrás de Viseu, Lamego e Mangualde.
A cidade é sede do município de Tondela que tem uma área de 371,22 km²  e 25 914 habitantes (2021), subdividido em 19 freguesias. O município é limitado a norte pelo município de Vouzela e pela porção sul de Oliveira de Frades, a nordeste por Viseu, a sueste por Carregal do Sal, a sul por Santa Comba Dão, a sudoeste por Mortágua e a oeste por Águeda.
O natural ou habitante de Tondela denomina-se tondelense.
A cidade de Tondela é geminada com a cidade francesa de Lannemezan.
Tondela é banhada pelo rio Dinha que nasce no lugar de Covas, no concelho de Vouzela, em plena Serra do Caramulo. Tem 35 quilómetros de extensão até desaguar no rio Dão.

## Descrição geral
Tondela é um concelho recheado de atrativos e motivos de interesse, que tem na diversidade das suas paisagens, em especial da Serra do Caramulo, a sua jóia da coroa, assim como nos seus imensos espaços verdes, rios e as suas áreas de lazer.
A Ecopista do Dão, os seus percursos pedestres, também as aldeias de montanha recheadas de história e costumes, com um vasto património, aliado à gastronomia e ao inconfundível Vinho do Dão fazem deste um concelho com uma identidade inconfundível.
Os produtos endógenos, em especial, o cabrito, mel, a castanha, o milho e a laranja de Besteiros, bem como as gentes hospitaleiras, as coleções únicas dos Museus de Arte e Automóvel (Caramulo) e Terras de Besteiros, tornam imprescindível uma visita a esta região de bem-estar, de onde pode levar de recordação uma peça de barro negro de Molelos.
A par disto tudo, destaque ainda para a oferta cultural e de eventos, onde se destacam o desporto automóvel, com o Caramulo Motorfestival, a Queima e Rebentamento do Judas, o Tom de Festa ou a FICTON – Feira Industrial e Comercial de Tondela.
Tondela destaca-se pelo seu relevante potencial cultural, passando pelo património, turismo, saúde e ativo termal existente, com as águas termais de Sangemil, que fazem deste um concelho com um charme irresistível!
O Clube Desportivo de Tondela, instituição desportiva da cidade, é um dos maiores embaixadores nacionais desta localidade pelo mediatismo e reconhecimento desportivo pelas suas participações no campeonato nacional da primeira divisão portuguesa.

## História
O actual município de Tondela compreende as freguesias que constituíam o antigo concelho de Besteiros , ao qual vieram a anexar-se, com o andar dos tempos e depois de múltiplas reformas administrativas, os antigos coutos, depois concelhos da Serra do Caramulo - S. João do Monte e Guardão. Também terra chã, os de Mouraz, Sabugosa, Canas de Santa Maria, S. Miguel de Outeiro e algumas freguesias que pertenciam ao termo de Viseu e a outros pequenos concelhos, Barreiro e Treixedo. Segundo documentos dos séculos X, XI e XII designava-se esta região por Terra de Balistariis. Esta designação tem por origem a palavra balista ou besta, máquina de guerra usada pelos besteiros na Idade Média.

## Heráldica
De prata, com uma laranjeira de sua cor frutada de ouro, arrancada e com o tronco de negro acompanhada de duas bestas de vermelho. Coroa mural de prata de cinco torres. Bandeira de um metro quadrado oitavada de amarelo e verde. Listel branco com letras pretas, cordões e borlas de ouro e verde. Lança e hastes de ouro.
Indica-se o campo de armas de prata , porque este metal em heráldica denota humildade e riqueza, qualidades próprias da terra que na sua humildade produz o sustento para os seus naturais.
A laranjeira representa a grande importância que os frutos têm na região, é o símbolo do valor agrícola. Os frutos de ouro simbolizam a fidelidade, o poder e a liberdade, qualidades heráldicas deste metal e representam as condições locais, correspondendo os vinte e seis frutos a outras tantas freguesias que constituem o Concelho. A laranjeira tem o tronco negro e é arrancada do mesmo esmalte, que significa a honestidade e representa terra em todo o seu valor.
As bestas, significando a índole guerreira dos antigos habitantes do Vale de Besteiros são representadas de vermelho, porque este esmalte representa, heraldicamente, ardis e vitórias.
Como a laranjeira, representativa de valor agrícola local é de verde pintada de ouro, são estas as cores que têm de compor a bandeira, a coroa mural de cinco torres é o distintivo designado às cidades.

## Lenda de Tondela

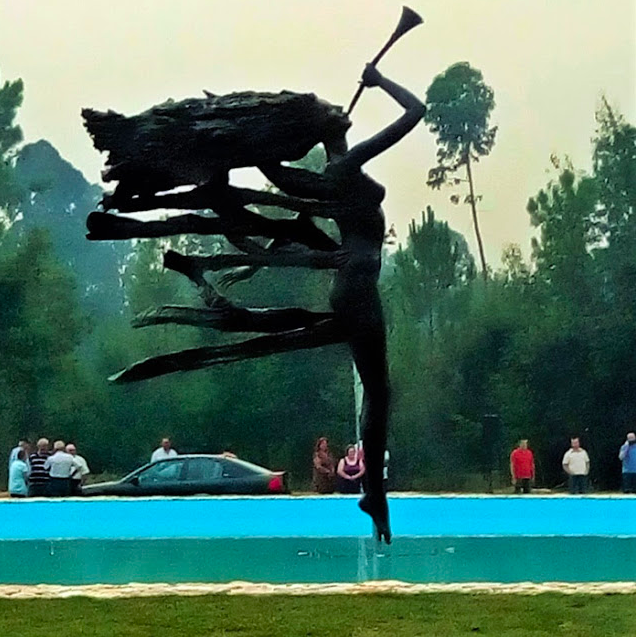
Ao Tom’Dela, estátua localizada na cidade

A célebre lenda que deu nome a Tondela versa que aqui havia uma mulher, durante as batalhas da Reconquista, que usava uma trompa quando, do cume de um morro, avistava o inimigo. E que ao tom della (cuja contracção forma Tondela) toda a povoação se juntava para afrontar as tropas adversárias.
Trata-se de uma lenda que poderá estar inspirada em factos reais baseada na história de uma heroína que com o seu bafo se fez ouvir por 'Terras de Besteiros' — sabe-se lá a quem. Na cidade de Tondela é tradição, quando lá chegados, procurar essa a Fonte da Sereia, cujo topo tem a mulher da trompa esculpida, tal e qual como do topo de um monte ela vigiava as suas fronteiras. A cidade de Tondela tem também a estátua Ao Tom’Dela alusiva a esta lenda.

## Toponímia
No local há o Chafariz das Sereias, um belo trabalho em pedra que mostra uma mulher com uma trompa na mão. Trata-se de uma mulher que, segundo a lenda, vigiava os movimentos dos mouros do cimo dos montes. Ao avistar o perigo, tocava a trompa e ao'tom'dela se juntava o povo para enfrentar o inimigo.[carece de fontes?]

## Freguesias

Freguesias do município de Tondela.

O município de Tondela está subdividido em 19 freguesias:
| - Barreiro de Besteiros e Tourigo - Campo de Besteiros - Canas de Santa Maria - Caparrosa e Silvares - Castelões - Dardavaz - Ferreirós do Dão - Guardão - Lajeosa do Dão - Lobão da Beira | - Molelos - Mouraz e Vila Nova da Rainha - Parada de Gonta - Santiago de Besteiros - São João do Monte e Mosteirinho - São Miguel do Outeiro e Sabugosa - Tonda - Tondela e Nandufe - Vilar de Besteiros e Mosteiro de Fráguas |

No espaço do actual município existiu, até 1836, o antigo concelho de Besteiros, cujo nome está ainda hoje presente na toponímia local e nas armas concelhias.

## Evolução da população do município
★ Os Recenseamentos Gerais da população portuguesa tiveram lugar a partir de 1864, regendo-se pelas orientações do Congresso Internacional de Estatística de Bruxelas de 1853. Encontram-se disponíveis para consulta no site do Instituto Nacional de Estatística (INE).
Número de habitantes que tinham a residência oficial neste município à data em que os censos se realizaram:
| Número de habitantes *                   | Número de habitantes * | Número de habitantes * | Número de habitantes * | Número de habitantes * | Número de habitantes * | Número de habitantes * | Número de habitantes * | Número de habitantes * | Número de habitantes * | Número de habitantes * | Número de habitantes * | Número de habitantes * | Número de habitantes * | Número de habitantes * | Número de habitantes * |
| ---------------------------------------- | ---------------------- | ---------------------- | ---------------------- | ---------------------- | ---------------------- | ---------------------- | ---------------------- | ---------------------- | ---------------------- | ---------------------- | ---------------------- | ---------------------- | ---------------------- | ---------------------- | ---------------------- |
| 1864                                     | 1878                   | 1890                   | 1900                   | 1911                   | 1920                   | 1930                   | 1940                   | 1950                   | 1960                   | 1970                   | 1981                   | 1991                   | 2001                   | 2011                   | 2021                   |
| 27791                                    | 29971                  | 30346                  | 30622                  | 32155                  | 31157                  | 34632                  | 38107                  | 40596                  | 38917                  | 35350                  | 35906                  | 32049                  | 31152                  | 28946                  | 25910                  |
| Número de habitantes por grupo etário ** |                        |                        |                        |                        |                        |                        |                        |                        |                        |                        |                        |                        |                        |                        |                        |
|                                          |                        |                        | 1900                   | 1911                   | 1920                   | 1930                   | 1940                   | 1950                   | 1960                   | 1970                   | 1981                   | 1991                   | 2001                   | 2011                   | 2021                   |
| 0-14 Anos                                | 0-14 Anos              | 0-14 Anos              | 9 947                  | 11 140                 | 10 395                 | 10 921                 | 12 724                 | 12 223                 | 11 548                 | 10 245                 | 9 040                  | 6 070                  | 4 445                  | 3 443                  | 2 596                  |
| 15-24 Anos                               | 15-24 Anos             | 15-24 Anos             | 4 745                  | 4 848                  | 4 908                  | 5 992                  | 6 098                  | 6 946                  | 6 424                  | 5 375                  | 5 889                  | 4 814                  | 4 136                  | 2 979                  | 2 454                  |
| 25-64 Anos                               | 25-64 Anos             | 25-64 Anos             | 12 628                 | 12 816                 | 12 839                 | 14 196                 | 15 997                 | 17 186                 | 17 077                 | 15 740                 | 15 648                 | 15 239                 | 15 482                 | 14 648                 | 12 586                 |
| = ou > 65 Anos                           | = ou > 65 Anos         | = ou > 65 Anos         | 2 002                  | 2 400                  | 2 269                  | 2 776                  | 3 094                  | 3 485                  | 3 868                  | 3 990                  | 5 329                  | 5 926                  | 7 089                  | 7 876                  | 8 274                  |

De 1900 a 1950 os dados referem-se à população "de facto" (**), ou seja, que estava presente no município à data em que os censos se realizaram. Daí que se registem algumas diferenças relativamente à designada população residente (*)

## Paisagem
Sendo a cidade banhada pelo rio Dinha, as terras do concelho apresentam uma diversidade de paisagens em que se conjugam os encantos da Serra do Caramulo, da zona planáltica do Vale de Besteiros, dos imensos espaços florestais, dos rios e praias fluviais.
São terras marcadas pelo clima rigoroso da Serra do Caramulo, com saberes e tradições ligados à pastorícia e aos trabalhos agrícolas, com interessantes aglomerados de casas em granito; terras cujo passado deixou um vastíssimo conjunto de monumentos de inquestionável valor; são também terras por onde passa o rio Dão, zonas de férteis planaltos verdejantes, ar puro, águas termais Sangemil enfim, sítios que se oferecem ao visitante como refúgios de beleza natural.

## Cultura
- Museu do Caramulo

## Produtos locais
Tondela tem vários produtos desde o linho, ao barro negro, cestaria, tanoaria, latoaria e outros artigos artesanais, às capuchas da Serra do Caramulo, ao mel, aos doces de frutas ou os seus vinhos, produtos de excelência da Região Demarcada do Dão. No Museu Municipal Terras de Besteiros, localizado no centro da cidade (em frente à Igreja Matriz), existe um espaço de exposição e venda de produtos locais.

## Gastronomia
Tondela e a sua região possui uma gastronomia riquíssima, típica, temos realmente boa e variada comida: cabrito no forno, com batata assada e arroz de miúdos, chanfana na padela, vitela assada no forno, pratos todos eles confeccionados nas famosas assadeiras de Barro Negro de Molelos, que lhe conferem um paladar particular. Os enchidos, os fumados e os peixes do rio com molho de escabeche completam a afamada mesa da sua região.
Como complemento, uma doçaria regional espantosa: aletria, arroz doce, as mais variadas compotas, tortas, as laranjas de Besteiros, os licores, o mel do Caramulo “O Ouro da Montanha”, as nozes, as castanhas, produtos endógenos que se destacam não só pelo seu paladar, mas também pelas suas características intrínsecas. Todos estes sabores e delícias continuam a conferir vida ao património gastronómico da nossa região.

## Geminação: cidades de Tondela e Lannemezan
As condições de geminação entre Tondela e Lannemezan assentam principalmente, nas semelhanças estruturais e comportamentais entre as duas comunidades. Essas semelhanças remetem, fundamentalmente, para as montanhas envolventes, respetivamente o Caramulo e os Pirenéus, a exploração agrícola e pecuária, a produção vinícola, industrial, entre outras, mas principalmente, a vontade mútua de descobrir, cooperar, interagir e fazer das divergências um enriquecimento pessoal através da amizade criada.
Por outro lado, esta geminação é uma porta aberta para outro país, um pouco através de França e das 70 famílias portuguesas em Lannemezan. O processo de geminação é um fortalecimento da Europa, com a preocupação de unificar cada nação através do desenvolvimento e da segurança num espaço de liberdade.
A cidade de Lannemezan fica situada a sudoeste de França, a 550 metros de altitude nos Pirenéus Centrais. Encontra-se no fuso de três cidades, Bayonne, Toulouse e Perpignan e a cerca de 50 km da cidade de Lourdes.
Por se situar nos Pirenéus, Lannemezan dispõe de uma natureza sem igual. A floresta, os rios, as cascatas que marcam a paisagem de forma singular, transmitem um único e maravilhoso bem-estar, podendo desfrutar de actividades ao ar livre.
Em junho de 1995, uma delegação de Tondela visita Lannemezan e é assinado o Protocolo de Geminação entre as duas cidades.
Tondela e Lannemezan, mais de vinte e cinco anos de amizade e de iniciativas objectivando a união e a amizade de cidadania entre dois países diferentes pela sua cultura, pelos seus usos e costumes, pelas limitações patentes entre as comunidades, mas ultrapassada pela “ fonte de saber e de amizade”.
Esta união entre Tondela e Lannemezan, tem-se verificado cada vez mais estreita, onde os cidadãos e autarcas de ambas as cidades e os seus intervenientes, através das associações que intervêm no intercâmbio, têm vindo a dar um contributo importante para a construção europeia e para reforçar os laços de amizade que cada vez mais se demonstram fortalecidos.
Na génese das relações entre as duas cidades, encontram-se actividades que perduram desde o primeiro intercâmbio.

## Clubes desportivos

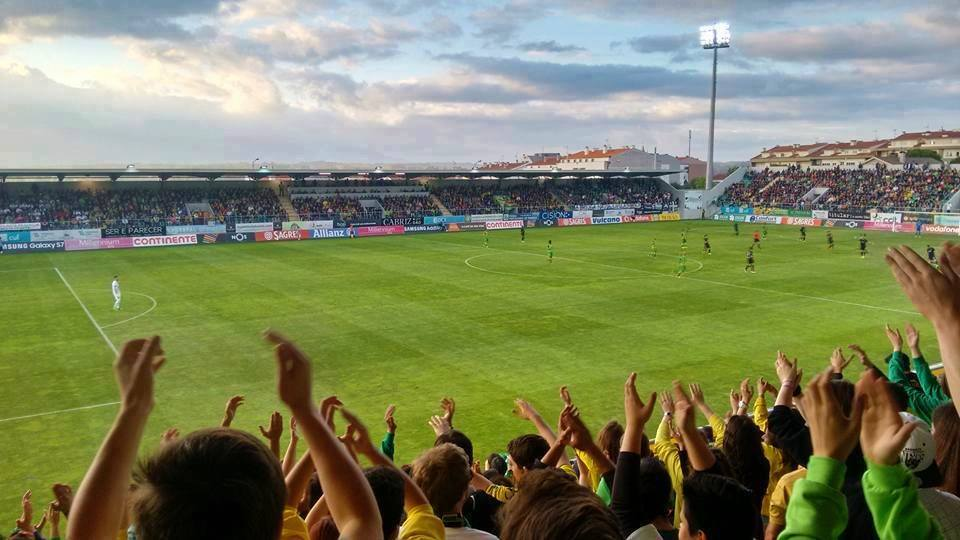
Estádio João Cardoso, em Tondela

Fundado a 6 de junho de 1933, o Clube Desportivo de Tondela (CDT) é o clube da cidade de Tondela, o principal do concelho e o segundo mais representativo do distrito de Viseu, tendo chegado à final da Taça de Portugal contra o Futebol Clube do Porto. É um clube eclético e multi-desportivo de expressão nacional que desde 2015 compete na Primeira Liga, o maior escalão do futebol português, destacando-se como o maior embaixador da cidade. O CDT realiza os seus jogos no Estádio João Cardoso.
O concelho de Tondela tem também outros clubes históricos de expressão mais regional como CA Molelos, SC Nandufe, Besteiros FC, GD Ferreirós do Dão, GD Canas de Santa Maria, ADRC Parada de Gonta, CCM Lobanense, CR Tonda, entre outros.
O Escola Futebol Clube de Molelinhos (futebol feminino) foi até ao momento o único clube do concelho de Tondela e do distrito de Viseu a conquistar uma Taça de Portugal. Este feito inédito foi conquistado na época 2008/2009.

## Figuras ilustres
- Paula Horta Costa Pereira (Tondela, 1960 ), Juíza, Procuradora Geral Adjunta, aposentada.
- Tomás Ribeiro (Parada de Gonta, Tondela, 1 de Julho de 1831 – Lisboa, 6 de Fevereiro de 1901), mais conhecido por Tomás Ribeiro (Thomaz Ribeiro, na época), foi um político, publicista, poeta e escritor ultra-romântico português.
- José Manuel de Carvalho (Tourigo,Tondela , 15 de Setembro de 1844 – Angra do Heroísmo, 24 de Abril de 1904) foi o 18.º bispo da Diocese de Macau e o 31.º bispo da Diocese de Angra.
- Cândido de Figueiredo (Lobão da Beira, Tondela,19 de Setembro de 1846 – Lisboa, 26 de Setembro de 1925) foi um filólogo e escritor português.
- Américo Raposo (Lajeosa do Dão, Tondela, 19 de dezembro de 1932 – Lisboa, 17 de janeiro de 2021)) foi um ciclista português de estrada e de pista, e gravador-medalhista.
- Nuno Claro (Tondela, 7 de Janeiro de 1977) é um ex-futebolista profissional português que destacou-se na posição de guarda-redes em clubes da Primeira Liga portuguesa e romena. Participou em vários jogos na Champions League e Europa League. Conquistou 3 Ligas, 2 Taças e 2 Supertaças da Roménia e ainda uma II Liga Portuguesa. Atualmente é treinador de futebol.
- Samuel Úria
- António Leitão Amaro (Tondela, Guardão, Caramulo, 2 de abril de 1980) é um jurista e político português. Foi Secretário de Estado da Administração Local no XIX Governo Constitucional entre Abril 2013 e Outubro de 2015, deputado à Assembleia da República Portuguesa e Vice-Presidente do Grupo Parlamentar do Partido Social Democrata na XIII Legislatura (2015-2019).

## Património
Em diversas localidades encontram-se belas igrejas e capelas de estilos arquitectónicos, também pinturas, magníficas custódias em prata dourada e ainda a cruz processional da Igreja Paroquial de S. João do Monte. Por todo o concelho, encontram-se também casas solarengas, quase todas datadas do século XVIII.
Tondela: 

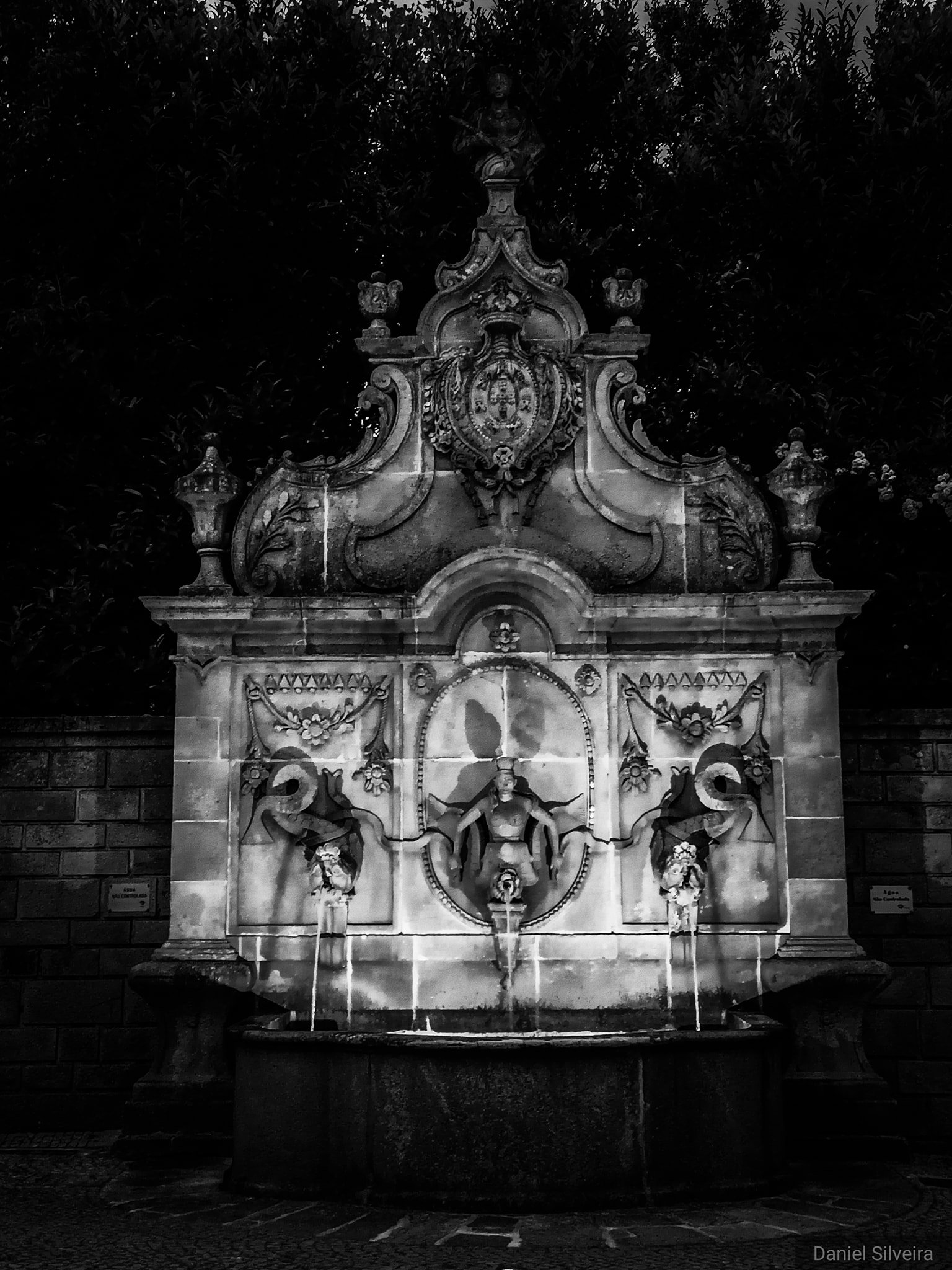
A Fonte da Sereia é um dos atrativos da cidade

- Monumento aos Mortos da Grande Guerra
- Estátua 'Ao Tom'Dela'
- Chafariz da Sereia
- Monumento aos Combatentes do Ultramar
- Estátua do Emigrante
- Capela de Santa Eufémia
- Pelourinhos (largo 1º de maio e largo da República)
- Solar de Sant'Ana
- Igreja Matriz
- Fonte do Outeiro
- Igreja de Nossa Srª do Carmo
- Capela do Senhor do Calvário
- Pelourinho do Senhor do Calvário
- Tabuleiro da Praça Besteiros
- Busto ao Mestre da Língua Portuguesa Cândido de Figueiredo
- MEMORIAR - Ciclista agigantado 'Caramulo' (Expo 98)
- Estádio João Cardoso
- Escultura 'Xandinha da Praça'
- Ponte Romana de Nandufe
- Mural 'Memória de Nandufe'

Concelho de Tondela:
- Anta da Arquinha da Moura / Anta da Penela
- Estrela Menir de Caparrosa
- Estação de Arte Ruprestre de Molelinhos
- Estação de Arte Rupestre de Alagoa
- Ponte Romana de Ferreirós do Dão
- Calçada Romana do Guardão
- Monumento ao Besteiro em Campo de Besteiros
- Capela de Nossa Senhora do Campo
- Ermida de Nossa Senhora do Crasto em Lobão da Beira
- Solar do Casal em Lobão da Beira
- Sepulturas Medievais em Lobão da Beira
- Monumento Intemporal Mão em Canas de Santa Maria
- Igreja Velha de Santa Maria
- Antiga Casa da Cadeia de São Miguel do Outeiro
- Antiga Igreja Matriz
- Calçada Romana de Mosteiro de Fráguas
- Casa do poeta Tomás Ribeiro
- Solar com janelas manuelinas
- Solar de Vilar de Besteiros
- Solar do Casainho
- Paço de Molelos

## Jornais locais
- Jornal 'Folha de Tondela' - Semanário (mais antigo do distrito de Viseu)
- 'Jornal de Tondela' - Semanário
- ' O Beirão Online' - Diário (de atualidades de Tondela e da Região das Beiras)

## Política

### Eleições autárquicas[16]
| Data | %      | V      | %       | V       | %     | V     | %            | V            | %              | V  | Participação   |                |
| Data | CDS-PP | CDS-PP | PPD/PSD | PPD/PSD | PS    | PS    | FEPU/APU/CDU | FEPU/APU/CDU | CH             | CH | Participação   |                |
| ---- | ------ | ------ | ------- | ------- | ----- | ----- | ------------ | ------------ | -------------- | -- | -------------- | -------------- |
| Data | 1976   | 41,85  | 3       | 33,61   | 3     | 17,19 | 1            | 2,30         | -              |    |                | 63,79 / 100,00 |
| 1979 | 43,06  | 3      | 36,71   | 3       | 12,05 | 1     | 4,24         | -            | 65,92 / 100,00 |    |                |                |
| 1982 | 38,50  | 3      | 35,55   | 3       | 17,46 | 1     | 3,74         | -            | 69,31 / 100,00 |    |                |                |
| 1985 | 28,05  | 2      | 45,94   | 4       | 19,42 | 1     | 2,40         | -            | 66,52 / 100,00 |    |                |                |
| 1989 | 24,47  | 2      | 47,75   | 4       | 19,95 | 1     | 3,17         | -            | 64,84 / 100,00 |    |                |                |
| 1993 | 18,57  | 1      | 49,13   | 4       | 24,50 | 2     | 3,34         | -            | 66,23 / 100,00 |    |                |                |
| 1997 | 8,99   | -      | 54,32   | 5       | 28,52 | 2     | 2,94         | -            | 63,33 / 100,00 |    |                |                |
| 2001 |        |        | 73,06   | 6       | 20,06 | 1     | 2,88         | -            | 66,49 / 100,00 |    |                |                |
| 2005 | 3,48   | -      | 66,52   | 5       | 23,49 | 2     | 2,23         | -            | 65,60 / 100,00 |    |                |                |
| 2009 | 4,47   | -      | 70,15   | 6       | 17,97 | 1     | 3,33         | -            | 59,11 / 100,00 |    |                |                |
| 2013 | 9,64   | -      | 53,48   | 5       | 25,69 | 2     | 3,67         | -            | 56,01 / 100,00 |    |                |                |
| 2017 | 10,86  | -      | 57,49   | 5       | 23,25 | 2     | 3,56         | -            | 61,52 / 100,00 |    |                |                |
| 2021 |        |        | 44,92   | 4       | 43,38 | 3     | 3,04         | -            | 3,71           | -  | 63,43 / 100,00 |                |

### Eleições legislativas
| Data | %     | %     | %     | %     | %     | %     | %        | %     | %    | %     | %    | %   | %       | % | %  | %  |  |
| Data | CDS   | PSD   | PS    | PCP   | UDP   | AD    | APU/ CDU | FRS   | PRD  | PSN   | BE   | PAN | PSD CDS | L | CH | IL |  |
| ---- | ----- | ----- | ----- | ----- | ----- | ----- | -------- | ----- | ---- | ----- | ---- | --- | ------- | - | -- | -- |  |
| Data | 1976  | 38,80 | 28,27 | 20,39 | 1,69  | 0,65  |          |       |      |       |      |     |         |   |    |    |  |
| 1979 | AD    | AD    | 18,86 | APU   | 1,09  | 70,08 | 4,17     |       |      |       |      |     |         |   |    |    |  |
| 1980 | AD    | AD    | FRS   | APU   | 0,39  | 71,68 | 3,69     | 18,82 |      |       |      |     |         |   |    |    |  |
| 1983 | 25,82 | 36,22 | 28,26 | APU   | 0,41  |       | 2,98     |       |      |       |      |     |         |   |    |    |  |
| 1985 | 23,18 | 40,87 | 19,70 | APU   | 0,39  | 3,37  | 7,09     |       |      |       |      |     |         |   |    |    |  |
| 1987 | 7,89  | 63,00 | 16,41 | CDU   | 0,24  | 2,27  | 1,02     |       |      |       |      |     |         |   |    |    |  |
| 1991 | 7,21  | 67,27 | 18,79 | CDU   |       | 1,62  | 0,30     | 1,51  |      |       |      |     |         |   |    |    |  |
| 1995 | 13,75 | 48,22 | 32,40 | CDU   | 0,31  | 1,58  |          | 0,26  |      |       |      |     |         |   |    |    |  |
| 1999 | 11,49 | 48,79 | 32,96 | CDU   |       | 1,88  | 0,32     | 1,10  |      |       |      |     |         |   |    |    |  |
| 2002 | 11,94 | 56,85 | 25,56 | CDU   | 1,56  |       | 1,20     |       |      |       |      |     |         |   |    |    |  |
| 2005 | 9,51  | 46,61 | 33,25 | CDU   | 2,06  | 3,17  |          |       |      |       |      |     |         |   |    |    |  |
| 2009 | 13,14 | 41,60 | 30,37 | CDU   | 2,95  | 5,93  |          |       |      |       |      |     |         |   |    |    |  |
| 2011 | 11,90 | 52,63 | 21,92 | CDU   | 3,16  | 2,57  | 0,72     |       |      |       |      |     |         |   |    |    |  |
| 2015 | PSD   | CDS   | 23,85 | CDU   | 3,35  | 6,48  | 0,69     | 56,55 | 0,35 |       |      |     |         |   |    |    |  |
| 2019 | 6,03  | 37,17 | 32,65 | CDU   | 2,29  | 8,71  | 2,04     |       | 0,57 | 0,88  | 0,45 |     |         |   |    |    |  |
| 2022 | 2,18  | 37,31 | 40,68 | CDU   | 1,79  | 3,04  | 0,83     | 0,69  | 7,55 | 2,63  |      |     |         |   |    |    |  |
| 2024 | AD    | AD    | 26,19 | CDU   | 37,30 | 1,56  | 3,04     | 1,21  | 1,69 | 18,44 | 2,85 |     |         |   |    |    |  |